# Фредді Картер
Фредерік Джеймс Картер (27 січня 1993) — англійський актор і режисер. Він грає роль Каза Бреккера в фантастичному телесеріалі Netflix «Тінь та кістка». Раніше він грав Пітера Готорна у телесеріалі «Free Rein», також на Netflix.

## Молодість та освіта
Картер народився 27 січня 1993 року в Плімуті, Англія, та проживав переважно в Сомерсеті. Оскільки його батько служив у війську, він провів частину свого дитинства в переїздах, працюючи на Кіпрі та у Вірджинія-Біч. Його старший брат — актор Том Остін, у них також є середній брат. Вони втрьох навчалися в Королівському коледжі в Тонтоні. Картер продовжив навчатися акторській майстерності в Оксфордській школі драми, яку закінчив у 2015 році.

## Фільмографія
| Рік  | Назва українською  | Назва в оригіналі | Роль   |
| ---- | ------------------ | ----------------- | ------ |
| 2017 | Диво-жінка         | Wonder Woman      | солдат |
| 2018 | Монастир           | The Convent       | Елліс  |
| 2022 | Американська бійня | American Carnage  | Скотт  |

| Рік       | Назва українською | Назва в оригіналі  | Роль                    | Примітки                 |
| --------- | ----------------- | ------------------ | ----------------------- | ------------------------ |
| 2017–2019 | Свобода дій       | Free Rein          | Пітер Готорн (Пін)      | головна роль             |
| 2019      | 15 днів           | 15 Days            | Том                     | мінісеріал; головна роль |
| 2019      | Пенніворт         | Pennyworth         | Джейсон Ріппер          | 3 епізоди                |
| 2021-2023 | Тінь та кістка    | Shadow and Bone    | Каз Бреккер             | головна роль             |
| TBA       | Володарі повітря  | Masters of the Air | лейтенант Девід Фрідкін | в процесі                |
| TBA       | Лялькова фабрика  | The Doll Factory   | Гідеон                  | в процесі                |